# Stoffel van der Merwe
Christoffel Johannes van der Merwe (né le 18 décembre 1939 à Postmasburg en Afrique du Sud) est un diplomate, professeur d'université et un homme politique d'Afrique du Sud, membre du parlement (1981-1992) pour la circonscription d'Helderkruin, membre du parti national, ministre de l'information et de la radiodiffusion (1988-1989) dans le gouvernement de Pieter Botha, ministre de l'aide au développement (1989-1990) et ministre de l'éducation et de la formation (1989-1991) dans le gouvernement de Frederik de Klerk.

## Biographie
Fils de Johannes Lodewikus van der Merwe et de son épouse Christina Maria Etresia Pretorius (1910-1980), Stoffel van der Merwe passe ses premières années à Gobabis dans le Sud-Ouest africain avant de s'installer en 1945 à Petrusburg dans l'état libre d'Orange. Après de brillantes études en droit commencé en 1re année à l'université de Potchefstroom en 1959 et poursuivi en 2e et 3e année à l'université de Pretoria d'où il est diplômé (1961), il commence une carrière de diplomate en 1962 qui le mène en Italie où il est vice-consul à Milan (1964-1968), au Royaume-Uni et à New York (1970). 
En 1971, il quitte les affaires étrangères pour devenir professeur de sciences politiques à l'université afrikaans du Rand, où il dirige le département des sciences politiques. 
Lors des élections générales sud-africaines de 1981, Stoffel van der Merwe est élu député dans la circonscription d'Helderkruin située au nord-ouest de Johannesburg. 
Il est nommé ministre adjoint à l'information en novembre 1986, succédant à Louis Nel dans le gouvernement de P.W. Botha. Stoffel van der Merwe est alors considéré être parmi les membres les plus réformistes du parti national. En 1987, il est nommé assistant personnel de Pieter Botha chargé des négociations, ministre-adjoint de l'information et du développement constitutionnel (1987-1988). En mars 1988, il est promu ministre de l'information et de la radiodiffusion, chargé de l'industrie du film et de la South African Broadcasting Corporation.   
En septembre 1989, Stoffel van der Merwe est nommé ministre de l'éducation et de la formation dans le gouvernement de Klerk.  En septembre 1991, il quitte le gouvernement pour prendre les fonctions de secrétaire général du parti national. Le 9 novembre 1992, il démissionne de toutes ses fonctions politiques et parlementaires pour raison de santé. Il poursuit alors une carrière professionnelle en tant qu'analyste politique.